# Sweltsa colorata
Sweltsa colorata is een steenvlieg uit de familie groene steenvliegen (Chloroperlidae). De wetenschappelijke naam van de soort is voor het eerst geldig gepubliceerd in 1978 door Zhiltzova & Levanidova.